# Forteiland (Guyana)
Forteiland (Engels: Fort Island; ook Vlaggeneiland en Waipotosi) is een riviereiland in de Essequibo. Het eiland behoort tot de regio Essequibo Islands-West Demerara van Guyana. Het bevindt zich ongeveer 16 km van de monding met de Atlantische Oceaan. Forteiland bevat Fort Zeelandia en de Raad van Politie.

## Geschiedenis
In 1687 werd een houten fort gebouwd op het eiland dat oorspronkelijk Vlaggeneiland heette. In 1744 werd Fort Zeelandia gebouwd als bestuurcentrum voor de Nederlandse Essequebo kolonie. Rond 1752 werd de Raad van Politie op het eiland gebouwd als de wetgevende macht. De Raad van Politie is het oudste niet-militaire bouwwerk van Guyana dat nog steeds bestaat.
In 1803 werd het bestuurscentrum verhuisd naar Stabroek (nu: Georgetown) aan de Demerara. In 1995 werden Fort Zeelandia en de Raad van Politie voorgedragen aan de UNESCO en staan op de voorlopige lijst voor het Werelderfgoed. In 1999 kregen beide gebouwen de status van nationaal monument. In 2007 werd de Dutch Heritage Museum, een museum over de Nederlandse geschiedenis van Guyana, geopend in de Raad van Politie.
Het eiland is nog steeds bewoond, en telde 95 inwoners in 2021. De economie is gebaseerd op landbouw en visserij. Er is een kerk, maar die is verlaten. De veerboot van Parika naar Bartica doet onderweg Forteiland aan. In mei 2022 werd een nieuwe aanlegsteiger in gebruik genomen.

## Foto's

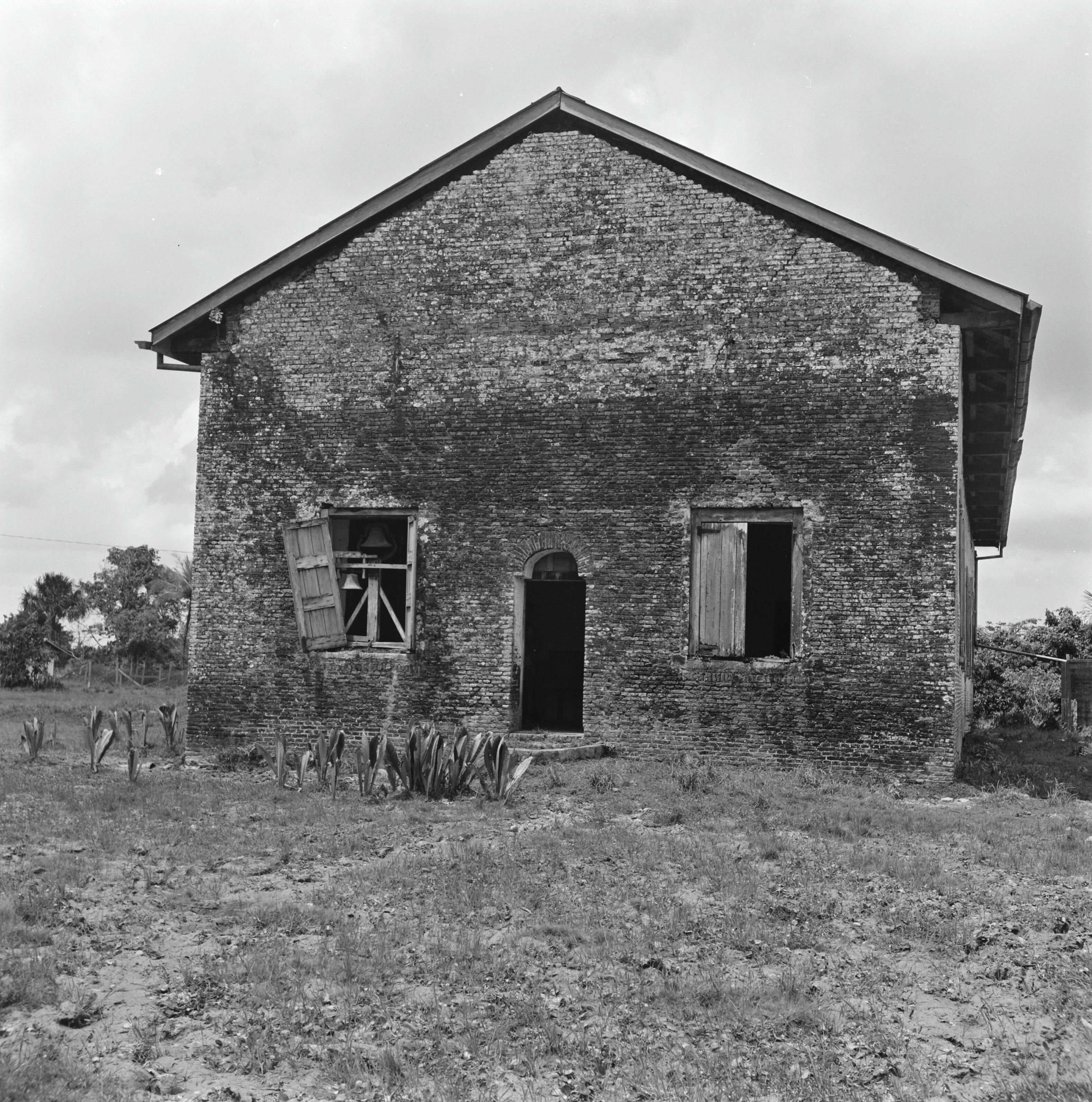
De Nederlandse Hervormde Kerk (1976)
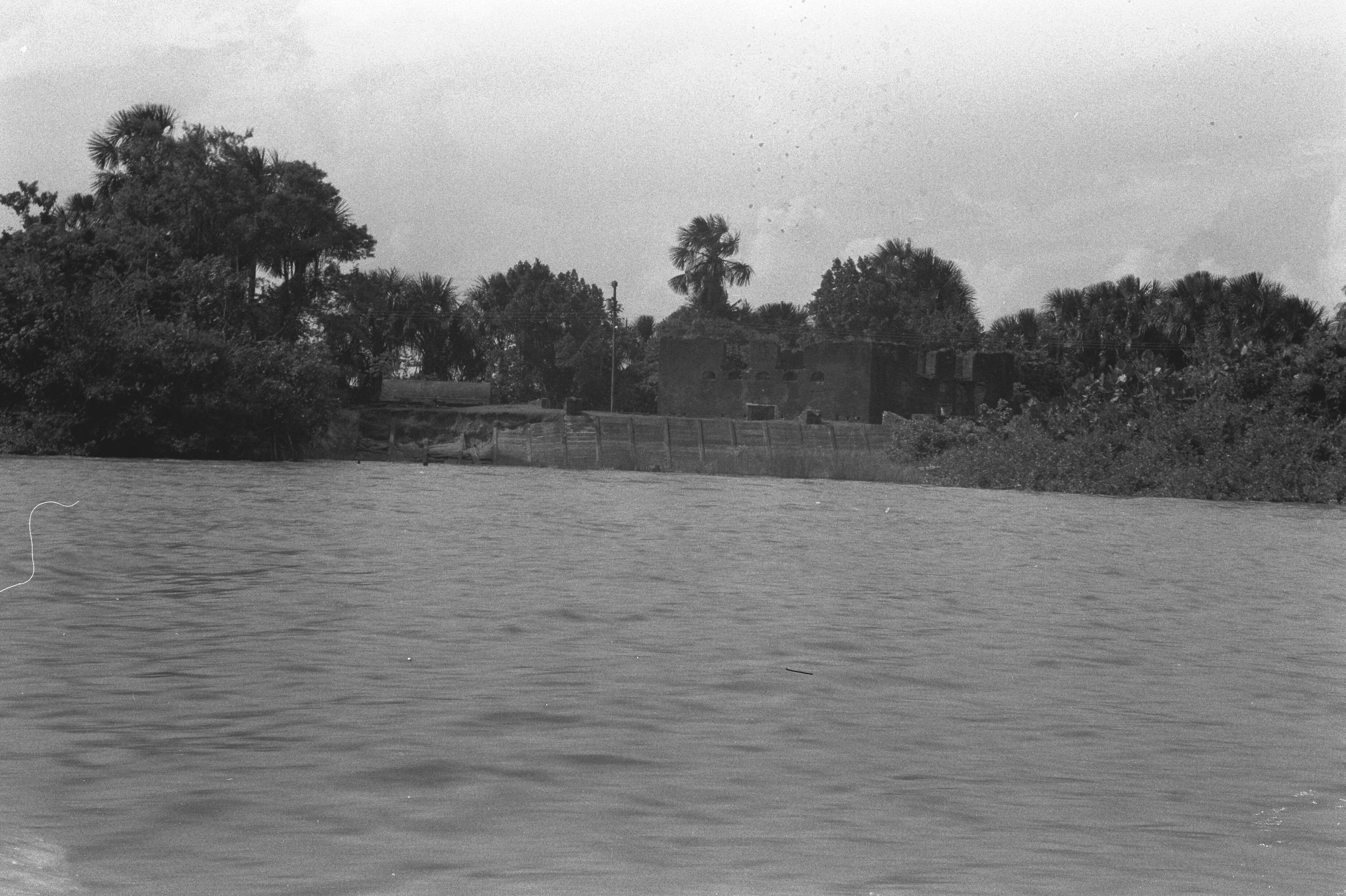
Fort Zeelandia gezien vanaf het water
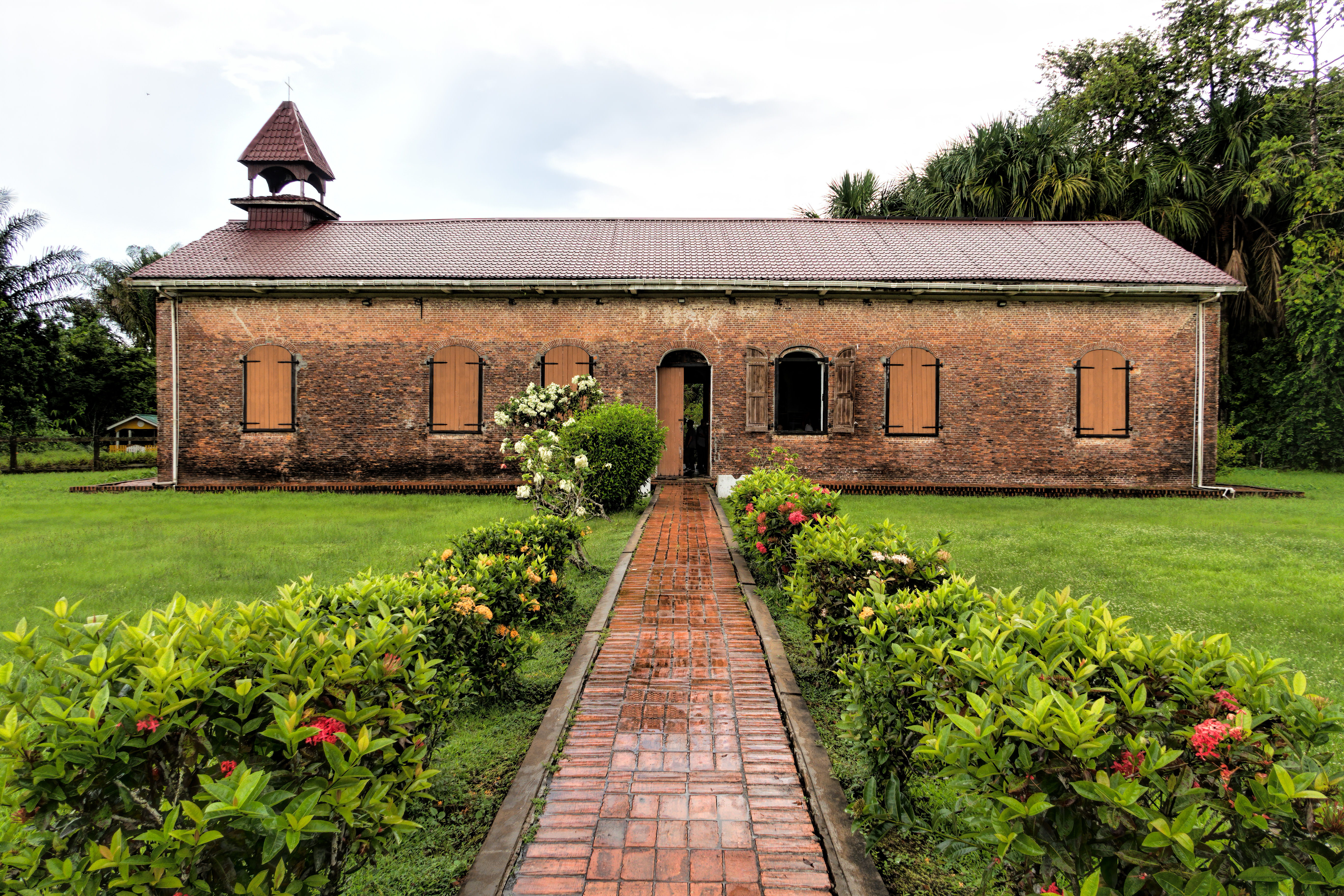
De Raad van Politie
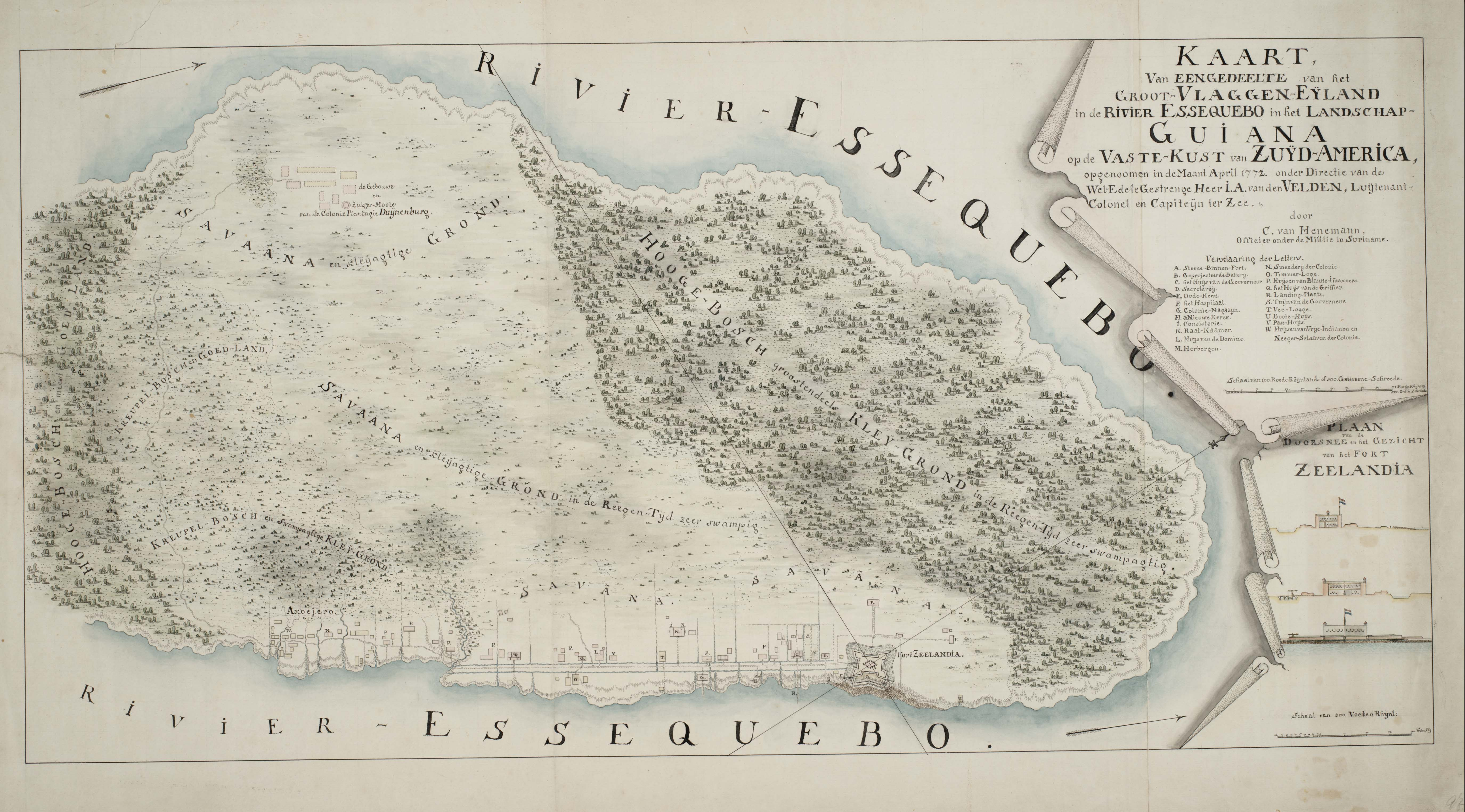
Kaart van Forteiland (1772) (noord is rechts)

Forteiland · Goed Fortuin · Leonora · Met-en-Meerzorg · Parika · Tuschen · Uitvlugt · Vreed en Hoop · Wakenaam · Windsor Forest · Zeeburg